# Station St James Park
St James Park is een spoorwegstation van National Rail in Exeter, Exeter in Engeland. Het station is eigendom van Network Rail en wordt beheerd door Great Western Railway. 